# Norma Tanega
Norma Tanega (Vallejo (Californië), 30 januari 1939 – Claremont (Californië), 29 december 2019) was een Amerikaanse zangeres, liedjesschrijfster, muzikant en schilderes. In 1966 had ze een hit met het liedje Walkin' my Cat named Dog. Ze schreef ook liedjes voor anderen, onder wie Dusty Springfield.

## Vroege jaren
Norma Tanega werd geboren in Vallejo (Californië) als dochter van een Filipijnse vader en een Panamese moeder. Haar vader was dirigent bij een fanfareorkest. Ze groeide op in Long Beach. Ze kreeg piano- en schilderlessen en leerde zichzelf gitaar spelen. Ze studeerde aan Scripps College, een kunstacademie, en de Claremont Graduate University in Claremont (Californië), waar ze in 1962 afstudeerde als Master of Fine Arts.
Tanega verhuisde naar Greenwich Village in New York, waar ze optrad als folkzanger, zichzelf begeleidend op een gitaar, en betrokken raakte bij de Vietnambeweging. Ze ontmoette de muziekproducent Herb Bernstein en de liedjesschrijver Bob Crewe. Bernstein en Crewe begonnen liedjes van haar op te nemen voor New Voice Records, een label van Crewe.

## Walkin' my Cat named Dog
In februari 1966 kwam de single uit die haar beroemd maakte: Walkin' my cat named Dog. De plaat haalde de 22e plaats in zowel de Amerikaanse Billboard Hot 100 als de Britse UK Singles Chart en de derde plaats in de Canadese hitparade.
Tanega woonde in die tijd in een appartement waar ze geen hond mocht houden. In plaats daarvan hield ze een kat die ze Dog noemde en waarmee ze wandelingen maakte.
Het succes van de plaat leverde haar een reeks tv-optredens op en een tournee met Gene Pitney, Bobby Goldsboro, Chad & Jeremy en The McCoys. Ze was de enige vrouwelijke artiest tijdens die tournee.
Het nummer is door diverse andere artiesten opgenomen, onder wie:
- Art Blakey op zijn album Hold on, I'm coming uit 1966;[7]
- The Jazz Crusaders op hun album Talk that talk van 1967;[8]
- Barry McGuire in 1966 als single in het Verenigd Koninkrijk[9] en op zijn album The world's last private citizen van 1968;[10]
- They Might Be Giants op hun album Why? uit 2015;[11]
- Les Surfs brachten in 1966 een Franstalige versie uit onder de titel Mon chat qui s'appelle Médor;[12]
- Lize Marke zong in 1966 Wanneer komt het geluk voor mij, een Nederlandstalige tekst op de melodie van Walkin' my cat named Dog.[13]

Walkin' my cat named Dog bleef haar enige hit. Latere singles haalden de hitparade niet meer.

## Relatie met Dusty Springfield
Later in 1966 toerde Tanega door het Verenigd Koninkrijk. Daar ontmoette ze Dusty Springfield. De twee kregen een relatie en vestigden zich in Londen. Springfield nam een aantal liedjes van Tanega op, zoals No stranger am I (de achterkant van I close my eyes and count to ten uit 1968), The colour of your eyes (de achterkant van I will come to you uit 1968) en Earthbound gypsy (de achterkant van Am I the same girl uit 1969), dat Tanega samen met Dan White schreef. Voor Blossom Dearie schreef ze mee aan het nummer Dusty Springfield, dat op het album That's just the way I want to be uit 1970 staat.
In 1971 brak ze met Dusty Springfield en keerde ze terug naar de Verenigde Staten.

## Latere carrière
Tanega ging wonen in Claremont (Californië) en ging muziek, kunst en ‘Engels als tweede taal’ doceren als lerares en lector aan de California State Polytechnic University. Ook ging ze weer schilderen en hield ze zich bezig met experimentele muziek, nu vooral als percussionist. Ze maakte onder andere deel uit van de groepen Brian Ransom's Ceramic Ensemble, hybridVigor, Latin Lizards en Baboonz. Geen van die groepen had ooit een hit.
Ze overleed op 29 december 2019 in haar woonplaats Claremont aan darmkanker.

## Discografie

### Solosingles
- Walkin' my Cat named Dog / I'm the sky (New Voice, 1966)
- A street that rhymes at six A.M. / Treat me right (New Voice, 1966)
- Bread / Waves (New Voice, 1966)
- Run, on the run / No stranger am I (New Voice, 1967)
- Nothing much is happening today / Antarctic rose (RCA, 1971)

### Solo-albums
- Walkin' my Cat named Dog (New Voice, 1966):
  - You're dead / Treat me right / Waves / Jubilations / Don't touch / Walkin' my Cat named Dog / A street that rhymes at 6 A.M. / I'm dreamin' a dream / What are we craving? / No stranger am I / Hey Girl (In the Pines) / I'm the sky
- I don't think it will hurt if you smile (RCA, 1971):
  - Now is the time / Beautiful things / Illusion / Cowfold (instrumentaal) / Magic day / Hampton Court / What more in this world could anyone be living for (Version 2) / Clapham Junction (instrumentaal) / Elephants angels and roses / Antarctic rose / Stranger / Barrel organ blues (instrumentaal) / Nothing much is happening today / What more in this world could anyone be living for (Version 1) / Upper Osterley (instrumentaal) / A goodbye song